# 董志寧
董志寧（？—1651年），字幼安，浙江省鄞縣（宁波）人，明末清初浙東義軍領袖。

## 生平
明朝貢生，入太學，以名節自勵。明末清兵南下，董志寧聚集诸生于学宫，與王家勤、張夢錫、華夏、陸宇㷧（火鼎）、毛聚奎稱“六狂生”，劝说缙绅募兵反清，被譏为狂，只有錢肅樂将家中财产变卖以作军饷。六月初十，在宁波城隍庙集会，“起兵邑中”。另有富紳谢三宾为了自保，打算請已降清的王之仁出兵鎮壓，怎知王之仁一來便下令把谢三宾拿下。鲁王监国，授职方郎中。
魯王至舟山，授志寧為大理事評事。魯王監國六年（順治八年，1651年），董志寧困守舟山，九月，清军入定海城内，力量耗盡，自刎而死，被清軍梟首示眾，其妻與二女先后殉难。後董志寧之屍和馮京第之臂，王翊之首，合葬於寧波江北北郊鄉馬公橋邊，稱「三忠墓」。